# Власівка (селище)
Вла́сівка (Ула́сівка) — селище в Україні, у Світловодській міській громаді Олександрійського району Кіровоградської області. Єдиний населений пункт області на лівому березі Дніпра.

## Географія
|                         |
| Сосновий ліс у Власівці |

Селище розташоване у лісостеповій зоні Придніпровської низовини на лівому березі Дніпра. Рельєф — рівнинний. Межі Власівки на південному заході омиває річка Дніпро, на північному заході — Кременчуцьке водосховище. Лісова рослинність представлена сосновими лісами.
На території селища розташовані родовище граніту та поклади будівельного піску.

## Історія

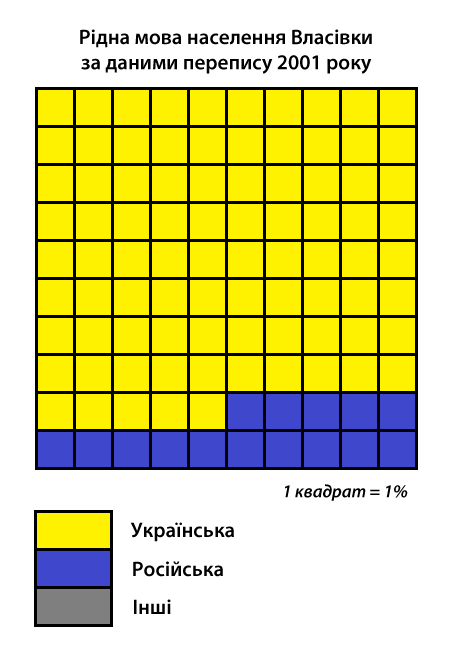
Рідна мова населення Власівки за даними перепису 2001 року

На лівобережжі Дніпра в районі Власівки — Недогарок — Максимівки виявлено також ряд поселень ранньослов'янської черняхівської культури (II—VI ст. н. е.).
Уперше згадується як село в окрузі міста Кременчука у зв'язку з вибиттям Станіславом Потоцьким 20 липня 1645 року Юрія Немирича з тутешніх володінь.
Мешканці Власівки брали участь у боротьбі з польсько-шляхетськими військами і татарськими завойовниками, у селянсько-козацьких повстаннях 1637—1638 рр., очолюваних П. Бутом (Павлюком) та К. Скиданом. У 1648 році багато власівчан поповнили козацьке повстанське військо Богдана Хмельницького, яке вщент розгромило вишколену польську армію в урочищі Жовті Води.
З 1649 року Власівка була приписана до Чигиринського полку і отримала статус містечка. Тоді ж тут утворена Власівська козацька сотня і почалося спорудження земляної фортеці з дерев'яним частоколом на валах.
Впродовж XVII-XVIII століття Власівка була сотенним містечком Миргородського полку і користувалося печаткою, на якій був зображений герб.
З 1773 року Власівка 10-ю ротою Дніпровського пікінерного полку.
Після Жовтневої революції 1917 року частина мешканців Власівки підтримали більшовицький уряд. Воювали власівчани і в армії С. Петлюри, повстанських загонах Івана Богунського (Шарого) та інших військових формуваннях, що боролися за незалежність України.
У середині 20-х років у селі виникла промислова артіль «Нове життя», в яку об'єдналися кустарі-лозовиробники. Першим її головою став комуніст Петро Коваленко. У 1929 році у Власівці створені два колгоспи — «ім. Фрунзе» та «ім. Калініна».
З Німецько-радянської війни 1941—1945 років село вийшло з чималими втратами. Понад 150 жителів загинули на фронтах. 20 жителів були розстріляні, із 500 хат вціліло лише сім.
Нове життя у село приніс початок будівництва Кременчуцької ГЕС. У Власівці почалося спорудження барачного селища для гідробудівників, розробка покладів граніту. Околиці села Коваленки, Королі, Комашки та інші потрапили у зону будівництва греблі, тому їх жителі були переселені до Власівки.
1960 року Власівка стає селищем міського типу з підпорядкуванням Кременчуцькій міській раді. 1 квітня 1963 року селище увійшло до складу Світловодської міської ради Кіровоградської області.
1993 року зведено церкву Різдва Пресвятої Богородиці.

## Населення
| 1970 | 1979 | 1989 | 1992 | 1998 | 2001 | 2004 | 2006 | 2008 | 2010 | 2011 |
| ---- | ---- | ---- | ---- | ---- | ---- | ---- | ---- | ---- | ---- | ---- |
| 3900 | 5210 | 7319 | 7400 | 6800 | 7515 | 7618 | 7791 | 7828 | 7748 | 7724 |
|      | ▲    | ▲    | ▲    | ▼    | ▲    | ▲    | ▲    | ▲    | ▼    | ▼    |

### Мова
Розподіл населення за рідною мовою за даними перепису 2001 року:
| Мова            | Кількість | Відсоток |
| --------------- | --------- | -------- |
| українська      | 6359      | 84.55%   |
| російська       | 1143      | 15.20%   |
| білоруська      | 10        | 0.13%    |
| румунська       | 3         | 0.04%    |
| німецька        | 2         | 0.03%    |
| болгарська      | 1         | 0.01%    |
| інші/не вказали | 3         | 0.04%    |
| Усього          | 7521      | 100%     |

За даними перепису 2001 року 84,55 % населення селища вказали українську мову рідною, 15,20 % — російську, 0,25 % — інші мови.

## Економіка
У селищі Власівка зареєстровано 6 промислових підприємств, 3 малих підприємства, 87 підприємців-фізичних осіб, 19 підприємців-юридичних осіб. Найбільшими з них є:
- ТДВ «Світловодське кар'єроуправління». Спеціалізується на видобуванні піску, граніту, виробництві камене-щебеневої продукції;
- ТДВ «Об'єднання Дніпроенергобудпром». Виготовлення залізобетонних каркасів для будівництва теплових і атомних електростанцій, промислових будівель, сільськогосподарських та інших будівель, залізобетонних опор, колон, балок тощо.
- ПП «Віктор і К». Виробництво олії соняшникової, оцту, майонезу, гірчиці готової, кетчупів та інших продовольчих продуктів.

## Інфраструктура
Банківська система представлена 1 філією ВАТ «Держощадбанк України».
Діє Будинок культури, бібліотека, музична школа, у яких створені гуртки художньої самодіяльності.

### Комунікації
Головним оператором з надання населенню поштових послуг є філія національного оператора УДППЗ «Укрпошта». Також діє відділення Нова пошта.
У Власівці 5-значні телефонні номери. Код селища 05236. Єдиний оператор фіксованого зв'язку — ПАТ «Укртелеком». Послуги стільникового зв'язку надають три оператори: Київстар, МТС, та Lifecell.

### Освіта
У Власівці працює загальноосвітня школа I—III ступенів (кількість учнів ~ 470 чол.) та дошкільний навчальний заклад «Буратіно» (кількість дітей ~ 300).

### Охорона здоров'я
У селищі діє лікарська амбулаторія, що забезпечує лікування мешканців. Також налічується дві аптеки, 2 аптечних пункти, 1 аптечний кіоск. Тут розміщується пансіонат для ветеранів війни та праці з геріатричним відділенням обласного значення, у якому проживають близько 250 осіб.

### Спорт
На власівському стадіоні Салют ім. Віталія Гончара проходять ігри на першість по футболу. При Будинку культури функціонує спортивний зал.
Місцева футбольна команда «Енергія».
|             |                       |
| Амбулаторія | Загальноосвітня школа |

|                           |                 |
| Колишній Будинок піонерів | Стадіон «Салют» |

|                                    |
| Ігровий майданчик у дитячому садку |

## Архітектура
У Власівці встановлено такі пам'ятники:
- Загиблим під час Другої світової війни;
- Пам'ятний знак на честь воїнів 97-ї Гвардійської орденів Суворова і Б. Хмельницького стрілецької дивізії, які звільняли селище від нацистських загарбників та у 1943 році форсували р. Дніпро;
- Пам'ятний знак на честь власівчан ліквідаторів аварії на ЧАЕС.

### Культові споруди
- Церква Різдва Пресвятої Богородиці (1993 рік).

## Персоналії
- Головко Катерина Іванівна — депутат Верховної Ради УРСР.
- Буряк Ганна Панасівна — депутат Верховної Ради УРСР 8—9-го скликань.
- Король Віталій Вікторович (1995—2014) — солдат Збройних сил України, учасник російсько-української війни 2014—2017 років.